# Farkas Paneth

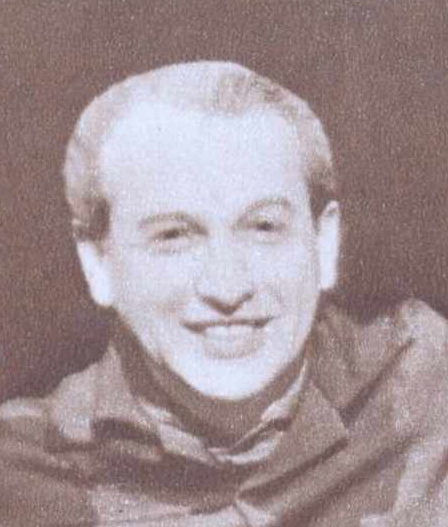
Farkas Paneth (1965)

Farkas „Vili“ „Lupu“ Paneth (* 17. März oder 23. März 1917 in Cluj, Kreis Cluj; † 23. Juni 2009 ebenda) war ein rumänischer Tischtennisspieler und -trainer.

## Aktive Laufbahn
Farkas Paneth war das vierte Kind einer jüdisch-ungarischen Arbeiterfamilie aus Siebenbürgen. Sein Urgroßvater war Ezekiel ben Joseph Paneth, der 1823 zum Rabbi von Siebenbürgen gewählt worden war.
Da sich seine Eltern die Schulausbildung an dem Angelescu-Lyzeum nicht mehr leisten konnten, schickten sie ihn zu einem Schuhmacher in die Lehre. Parallel dazu begann Paneth im Alter von 11 Jahren das Tischtennisspielen auf einem Schneidertisch in dem Hof seines Elternhauses. Dort wurde er von einigen Profispielern entdeckt, die ihn zum Training in den Klub der Handelsangestellten einluden.
1932 wurde Paneth auserkoren, um an den Regionalmeisterschaften von Cluj teilzunehmen. Für die Anmeldegebühren kamen Bekannte auf, Paneth gewann diesen Wettkampf. 1933 trat er dem neu gegründeten Verein Societatea Sportivă Uzinele Electrice Cluj bei und wurde Stadt- und Regionalmeister. 1934 wurde er Landesmeister im Einzel der Junioren. Die Zugfahrt nach Bukarest hatte er mangels Geldes mit dem Ausweis eines Schulkollegen bestritten, da dessen Vater bei der staatlichen Eisenbahngesellschaft Rumäniens  angestellt war.
1935 gewann er den rumänischen Pokalwettbewerb und wurde in die Nationalmannschaft berufen.
1936 fand in Prag die Tischtennisweltmeisterschaft statt. Da Paneth noch keinen Wehrdienst geleistet hatte, durfte er das Land nur gegen eine Gebühr von 100.000 Lei verlassen, die über eine öffentliche Spendenaktion eingesammelt wurde. Zu diesem Zeitpunkt wurde ihm auch nahegelegt, seinen Namen in Lupu Panait umzuändern, was er nach Rücksprache mit seinem Vater jedoch ablehnte.
In Prag wurde Paneth mit der rumänischen Nationalmannschaft überraschend Vizeweltmeister, nachdem der achtmalige Weltmeister Ungarn in der Vorrunde 5:0 besiegt worden war. Ein Jahr später belegte Rumänien mit Paneth den achten Platz. In den Einzel- und Doppelwettbewerben schied er früh aus.
1939 wurde Paneth vor der WM in Kairo aus der Nationalmannschaft ausgeschlossen, da er Jude war. Im selben Jahr heiratete er die Leichtathletin Edita Holender und trat wenig später seinen Wehrdienst im Artillerieregiment von Cluj an. Durch den am 30. August 1940 gefällten Zweiten Wiener Schiedsspruch verschlechterte sich die Situation für Paneth, da ihm anschließend auch die Teilnahme an Trainingseinheiten und der Zugang zur Sporthalle in Cluj verwehrt wurde. Im Herbst 1942 wurde Paneth in ein Arbeitslager nach Baia Mare geschickt, wo er für den Straßenausbau für die Wehrmacht eingespannt wurde. Im Dezember 1942 wurde der Bautrupp an die Ostfront in die Ukraine geschickt. Paneth landete so im Oktober 1943 letztendlich in Krakau, wo er vor seiner Deportation gezwungen wurde, in der Kugellagerfabrik zu arbeiten. Während des Transports in das KZ Auschwitz konnte er aus dem Zug springen und flüchten. Er wurde jedoch gefasst und gemeinsam mit anderen Deserteuren in das Gefängnis nach Cluj gebracht. Dort musste er feststellen, dass der Großteil seiner Familie in verschiedene Konzentrationslager verschleppt worden war. Am 15. Juni 1944 wurde er selbst in das Ghetto von Nyíregyháza geschickt, konnte sich allerdings durch einen Sprung aus dem Fenster des Zuges, der die Juden 15 Tage später in das KZ Auschwitz bringen sollte, befreien. Danach lebte er zunächst einen Monat lang unter dem falschen Namen Josef Szilack in Prešov, bis er von der Schutzstaffel in Bratislava gefasst und nach Auschwitz deportiert wurde. Da er fünf Sprachen beherrschte und sich als Tischtennismeister zu erkennen gab, wurde er als Hilfskraft eines SS-Offiziers namens Dietrich eingesetzt, der ihm später zur Rückkehr nach Bratislava verhalf. Von dort aus flüchtete Paneth nach Budapest, wo er erneut gefangen genommen wurde. Nach einer kurzen Inhaftierung im Mosonyi-Gefängnis drohte ihm die Deportation nach Auschwitz. Es gelang ihm jedoch, vom Budapester Ostbahnhof in die Schwedische Botschaft zu flüchten, wo er von Raoul Wallenberg unter dem Namen Arpad Sos in Sicherheit gebracht wurde. Als er nach Kriegsende nach Cluj zurückkehrte, erfuhr er, dass bis auf seine Schwester keines der anderen 65 Familienmitglieder den Zweiten Weltkrieg überlebt hatte. Seine Frau war von SS-Angehörigen erschossen worden, als sie während eines Fußmarsches entkräftet anhalten musste.
Um mit den psychischen Folgen der Kriegsereignisse zurechtzukommen, nahm Paneth seine Tischtenniskarriere wieder auf. 1947 gewann er die erste Nachkriegsausgabe des rumänischen Pokalwettbewerbs. Ab 1949 wurde er Spielertrainer der rumänischen Nationalmannschaft.
1952 nahm er unter dem Namen Lupu Paneth an der Weltmeisterschaft in Bombay teil. 1952 und 1953 gewann er den rumänischen Landesmeistertitel im Herren-Doppel (jeweils mit Toma Reiter), 1952 den im Mixed (mit Ella Zeller-Constantinescu).

## Legendärer Ballwechsel
Eingang in die Rekordbücher fand Paneths Match bei der Tischtennisweltmeisterschaft 1936 gegen den Polen Aloizy Ehrlich, weil dessen erster Ballwechsel zwei Stunden und zwölf Minuten dauerte.

## Trainerkarriere
Nach dem Ende seiner aktiven Laufbahn arbeitete Paneth ab 1959 für den CSM Cluj, der zu diesem Zeitpunkt noch Progresul Cluj hieß, als Trainer. Parallel dazu betreute er von 1949 bis 1986 die rumänische Nationalmannschaft. In dieser Zeit errangen seine Schützlinge 16 Weltmeistertitel, 33 Europameistertitel und über 130 Landesmeistertitel. Mit CSM Cluj gewann er fünfmal den Titel des Europapokals der Landesmeister (1961, 1964, 1965, 1966 und 1967) und erreichte zweimal das Endspiel (1962 und 1963). Seinen letzten Landesmeistertitel mit CSM Cluj errang er 1981. Nach dem Tod seiner zweiten Frau im Jahr 1986 zog er sich aus dem Trainergeschehen zurück.

## Späte Jahre
1987 lernte er die Fotografin Iulia kennen, die später seine dritte Frau wurde. 1997 schrieb er ein 340 Seiten starkes Buch über die Geschichte des Tischtennis. Von Altersarmut bedroht, musste Paneth sämtliche Silber- und Kristallpokale, sowie zahlreiche Abzeichen und Wimpel, die von seiner sportlichen Karriere zeugten, verkaufen. Ein Appell mit dem Verweis auf seine sportlichen Verdienste bei dem damaligen Minister für Jugend und Sport Crin Antonescu scheiterte zunächst. Ein 1999 vom rumänischen Parlament verabschiedetes Gesetz zur Entschädigung von Kriegsopfern kam nur mit Verzögerung zur Anwendung, weswegen Paneth im hohen Alter von 83 Jahren einen Gerichtsprozess anstrengte. 2004 erhielt er für seine sportlichen Verdienste die einmalige Summe von 8,4 Millionen Lei sowie eine monatliche Kriegsentschädigung von 10 Millionen Lei.

## Ehrungen
- Paneth ist Verdienter Meister des Sports.
- Er erhielt 1993 den Verdienstpreis „Merit Awards ITTF“ der International Table Tennis Federation und ist bislang der einzige Rumäne, dem diese Ehre zuteilwurde.
- 1996 wurde er zum Ehrenbürger der Stadt Cluj-Napoca ernannt.

## Verfilmung seines Lebens
In dem von Steven Spielberg mitproduzierten einstündigen Dokumentarfilm A Holocaust szemei berichtete Paneth 1999 über sein Schicksal. Dieser Film wird im United States Holocaust Memorial Museum in Washington, D.C. vorgeführt.

## Turnierergebnisse
| Verband | Veranstaltung     | Jahr | Ort    | Land | Einzel     | Doppel       | Mixed        | Team |
| ------- | ----------------- | ---- | ------ | ---- | ---------- | ------------ | ------------ | ---- |
| ROU     | Weltmeisterschaft | 1937 | Baden  | AUT  | letzte 32  | letzte 64    | Scratched    | 8    |
| ROU     | Weltmeisterschaft | 1936 | Prag   | TCH  | letzte 128 | letzte 16    | keine Teiln. | 2    |
| ROU     | Weltmeisterschaft | 1952 | Bombay | IND  | letzte 32  | keine Teiln. | letzte 32    |      |

## Werke
- (mit Gheorghe I. Bodea) Paleta și Planeta, 1997 (1. Auflage), 2003 (2. Auflage)[10]

## Philatelie
Von der Post in Cluj-Napoca Rumänien wurde folgende Poststempel verwendet:
- 27. April 1996: Sonderstempel mit der Abbildung von Farkas Paneth und Alex Ehrlich.
- 27. Dezember 1993: Maschinenwerbestempel mit der Abbildung von Farkas Paneth zum Award of merit des ITTF 1993.